# 링 (2012년 영화)
《링》은 2013년 7월 25일에 개봉한 이진혁 감독의 다큐멘터리 영화이다.

## 출연

### 주연
- 박현성
- 박주영
- 이혜미

## 기타
- 제작부장: 박규덕
- 사운드슈퍼바이저: 표용수
- 미술: 성태훈
- 미술: 오정호
- 특수촬영: 이진영
- 광고디자인: 최지웅
- 광고디자인: 박동우
- 음악부문: 김영민
- 음악부문: 정종혁
- 음악부문: 최새롬
- 음악부문: 홍석현
- 음악부문: 정민지
- 음악부문: 남윤희
- 음악부문: 백승범
- 오디오 프로덕션: 미디액트
- 사운드부문: 고은하
- 폴리: 사운드 ?포커스
- 배급부문: 곽용수
- 배급부문: 한소명
- 배급부문: 나두나
- 배급부문: 김인화
- 배급부문: 김화범
- 배급부문: 곽미현
- 배급부문: 원인정
- 마케팅부문: 조계영
- 마케팅부문: 김지희
- 마케팅부문: 조우리
- 마케팅부문: ㈜클루시안
- 포스터사진: 김종성
- 예고편: 신데렐라필름
- 번역: 손수현